# ГЕС Кремаста
ГЕС Кремаста — гідроелектростанція у Греції в середній течії річки Ахелоос (центральна частина країни, ном Етолія і Акарнанія). Станом на 2017 рік є верхньою із введених в експлуатацію станцій каскаду на Ахелоосі, знаходячись на 35 км вище від ГЕС Кастракі.
Будівництво греблі розпочалось у 1961 році та завершилось в 1965-му. Ахелоос перегородили земляною спорудою із глиняним ядром. Її висота 165 метрів, довжина 460 метрів, що потребувало при спорудженні 8,2 млн м3 матеріалу. Створене греблею водосховище має площу поверхні до 81 км2 та максимальний об'єм 3222 млн м3 (корисний об'єм 2858 млн м3).
Машинний зал ГЕС обладнаний чотирма турбінами типу Френсіс потужністю по 109,3 МВт, що при напорі у 132 метри забезпечує виробництво 863 млн кВт·год на рік. Вироблення електроенергії можливе при коливанні рівня водосховища між позначками 227 та 276 метрів над рівнем моря.